# إقليم سوتشيافا
إقليم سوتشيافا يقع في منطقة مولدوفا وعاصمتها هي مدينة سوتشيافا.

## السكان
في 2002, بلغ عدد سكان إقليم سوتشيافا 688,435 نسمة وكثافة سكنية 80,5/كم مربع. في 1 يوليو 2007 بلغ عدد سكان إقليم سوتشيافا 705,730 نسمة.
- رومانيون - 96.3%[2]
- غجر - 1.3%
- أوكرانيون - 1.2%
- ليبوفتنس - 0.4%
- ألمانيون - 0.3%
- بولنديون، سلوفاكيون, أخرون - 0.5%.

| السنة | تعداد السكان |
| ----- | ------------ |
| 1948  | 439,751      |
| 1956  | 507,674      |
| 1966  | 572,781      |
| 1977  | 633,899      |
| 1992  | 701,830      |
| 2002  | 688,435      |

## الجغرافيا

صورة لإقليم سوتشيافا.

تبلغ مساحة الإقليم 8,553 كم مربع (3,302 ميل مربع) تتكون المنطقة الغربية من الإقليم من مجموعة من جبال الكاربات الشرقية. ويمر بالإقليم عده انهر مثل نهر سرت. يحده من الجنوب إقليم ياش ومن الشمال أوكرانيا ومن الشرق إقليم بوتوشان وفي الجنوب مقاطعة نيامتس.

## التقسيمات الإدارية
الإقليم مكون من 5 بلديات و11 بلدة و98 قرية.

## فيضانات 2010
خلال شهر يونيو 2010, قال غيورغي فلوتور رئيس إقلي سوتشيافا (Suceava judet) لميديافكس محطة أخبار أن إقليم سوتشيافا يعد الأكثر ضررًا. وفي صباح 29 يونيو تم التنسيق مع الإغاثة للتعامل مع الفيضانات التي قتلت 21 شخصًا وشردت المثات من منازلهم.